# Карл Арндт
Карл Герман Арндт (нім. Karl Hermann Arndt; 10 березня 1892, Гросс-Кауер — 30 грудня 1981, Бальве) — німецький воєначальник, генерал-лейтенант вермахту. Кавалер Лицарського хреста Залізного хреста з дубовим листям.

## Біографія
З 1908 до 1911 року навчався у військових школах Волау і Постдама. Після завершення навчання поступив на службу в 46-й піхотний полк. Учасник Першої світової війни. 20 грудня 1917 року поступив на офіцерські курси. 18 вересня 1918 року потрапив у британський полон, звільнений 20 березня 1919 року.

### Міжвоєнний період
Після повернення з полону продовжив службу в армії. З 15 серпня до 1 грудня 1919 року — офіцер роти 5-го фольксвер-батальйону, з 1 грудня 1919 до 15 лютого 1920 року — командир батальйону.
З 16 лютого 1920 до 4 серпня 1927 року служив у різноманітних частинах: 105-й стрілецький полк, 9-й стрілецький полк, 8-й піхотний полк, 3-й інженерний батальйон і знову 8-й піхотний полк. З 4 квітня до 2 серпня 1927 року проходив курси у військовій школі. З 1 лютого 1929 року — командир роти 8-го піхотного полку. З 18 листопада 1930 до 14 березня 1931 року проходив навчання в Деберіці, після чого був призначений командиром роти піхотного полку «Франкфурт/Одер».
З 1 квітня 1935 року — командир 1-го батальйону 68-го піхотного полку. З 6 жовтня 1936 до 18 січня 1939 року — командир запасного батальйону 67-го піхотного полку.

### Друга світова війна
З 18 січня 1939 року — командир 2-го батальйону 68-го піхотного полку, з яким брав участь у Польській кампанії. В листопаді-грудні 1939 року проходив курси офіцера генштабу.
З 15 лютого 1940 року — командир 511-го піхотного полку 293-ї піхотної дивізії. Учасник Французької кампанії і боїв на радянсько-німецькому фронті. З 10 січня 1943 року — командир 293-ї піхотної дивізії. 2 листопада 1943 року дивізія була розгромлена біля Умані, її рештки використали при формуванні 359-ї піхотної дивізії, командиром якої 20 листопада 1943 року призначили Арндта. З 17 січня 1945 року — виконувач обов'язків командира 59-го армійського корпусу, з 25 квітня 1945 року — командир 39-го танкового корпусу.
8 травня 1945 року здався в полон американським військам. Звільнений 5 липня 1947 року.

## Звання
- Єфрейтор (1911)
- Унтер-офіцер (27 січня 1912)
- Сержант (15 квітня 1915)
- Віце-фельдфебель (15 червня 1915)
- Лейтенант (1919)
- Обер-лейтенант (1 грудня 1923)
- Гауптман (2 серпня 1927)
- Майор (31 січня 1936)
- Оберст-лейтенант (31 грудня 1937)
- Оберст (20 листопада 1942)
- Генерал-майор (1 квітня 1943)
- Генерал-лейтенант (8 листопада 1943)

## Нагороди

### Перша світова війна
- Залізний хрест
  - 2-го класу (3 жовтня 1914)
  - 1-го класу (26 січня 1918)
- Нагрудний знак «За поранення» в сріблі (31 липня 1918)

### Міжвоєнний період
- Почесний хрест ветерана війни з мечами (31 грудня 1934)
- Медаль «За вислугу років у Вермахті» 4-го, 3-го, 2-го і 1-го класу (2 жовтня 1936) — отримав 4 медалі одночасно.

### Друга світова війна
- Застібка до Залізного хреста
  - 2-го класу (27 жовтня 1939)
  - 1-го класу (17 червня 1940)
- Штурмовий піхотний знак в сріблі
- Лицарський хрест Залізного хреста з дубовим листям
  - Хрест (№ 832; 23 січня 1942)
  - Дубове листя (№ 719; 1 лютого 1945)
- Медаль «За зимову кампанію на Сході 1941/42» (19 серпня 1942)
- Німецький хрест в золоті (2 липня 1944)
- Відзначений у Вермахтберіхт (22 січня 1945)